# Bartosz Romańczuk
Bartosz Romańczuk (ur. 28 października 1983 w Olecku) – polski piłkarz występujący na pozycji obrońcy. Jest wychowankiem Czarnych Olecko, gdzie występował od 1995. Po trzech latach opuścił Czarnych na rzecz szkółki MSP Szamotuły, w której trenował do 2001 roku, gdy został zawodnikiem Lubuszanina Drezdenko. W 2002 roku opuścił kraj i przeniósł się do niemieckiego VfL Wolfsburg, gdzie występował w zespole rezerw. Sezon 2006/07 spędził jako gracz Jagiellonii Białystok, lecz potem wyjechał do Grecji, w której występował w takich klubach jak Aias Salamina, Rodos i Panachaiki GE. 22 czerwca 2010 roku został zawodnikiem ŁKS-u Łódź, z którym podpisał roczny kontrakt. Cały sezon 2012/2013 spędził w Motorze Lublin, a od 4 sierpnia 2013 roku jest zawodnikiem niemieckiego VI-ligowca 1.SC Feucht.